# Andoy
Pour la municipalité en Norvège, voir Andøy.
Andoy est un village de la ville belge de Namur, section de Wierde, situé en région wallonne dans la province de Namur.
Le village est situé dans le Condroz entre l'E411 et la N4 dans l'Ardenne condrusienne, et compte environ 1.000 habitants.

## Patrimoine
- Le Fort d'Andoy servit de poste de défense de la ville de Namur durant les deux guerres mondiales du XXe siècle.
- Le château d'Andoy, rebâti aux XVIIIe et XIXe siècles autour d'un noyau plus ancien, est actuellement partagé entre plusieurs occupants, dont la famille de Moreau d'Andoy.

## Personnalité
- Édouard de Moreau d'Andoy (1879-1952), jésuite et historien de l'Église en Belgique, est né au château d'Andoy.

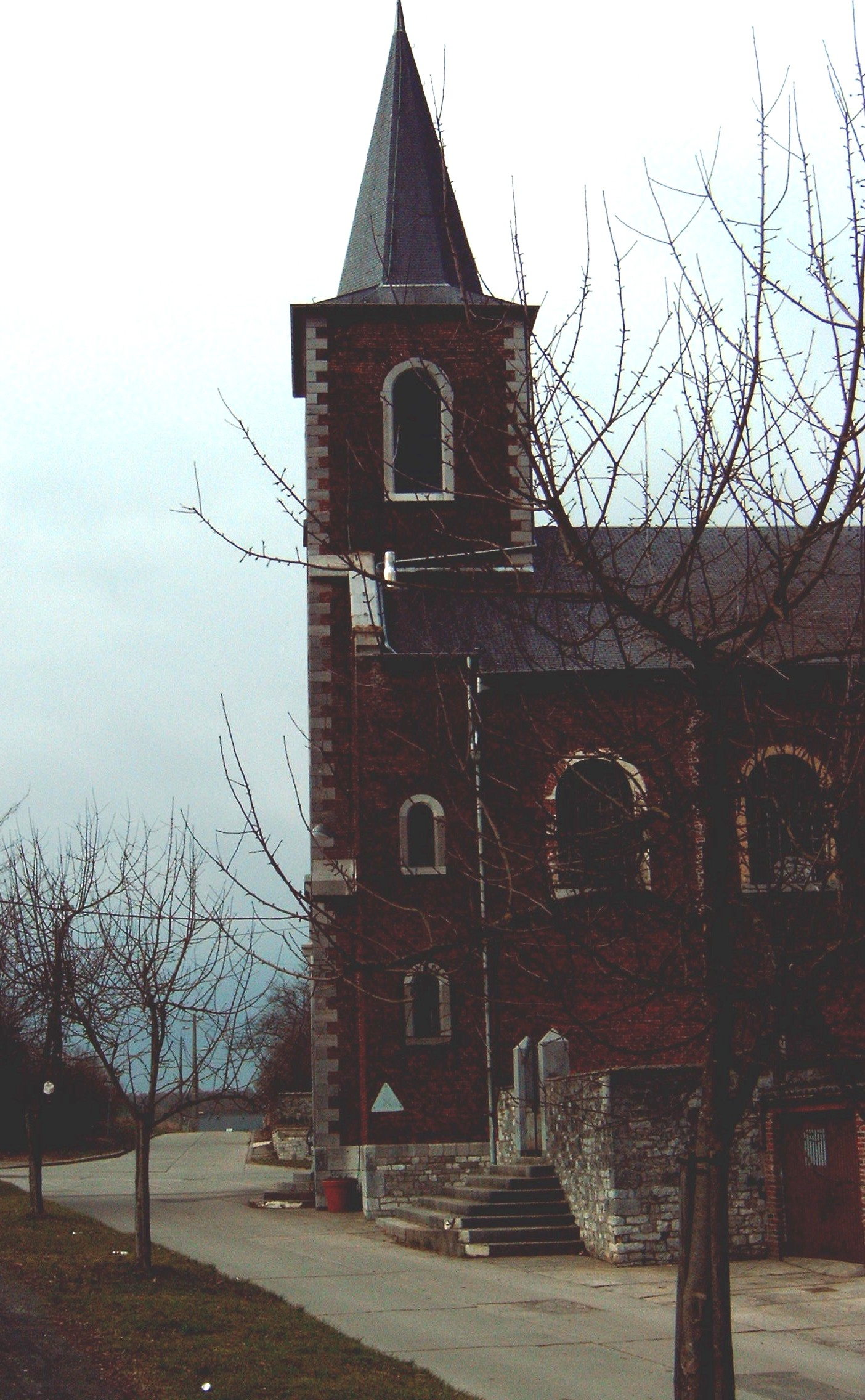
L’église Saint-Alphonse de Liguori